# Pterochroza ocellata
Pterochroza ocellata är en insektsart som först beskrevs av Carl von Linné 1758.  Pterochroza ocellata ingår i släktet Pterochroza och familjen vårtbitare. Inga underarter finns listade i Catalogue of Life.